# Archäologisches Museum Istriens

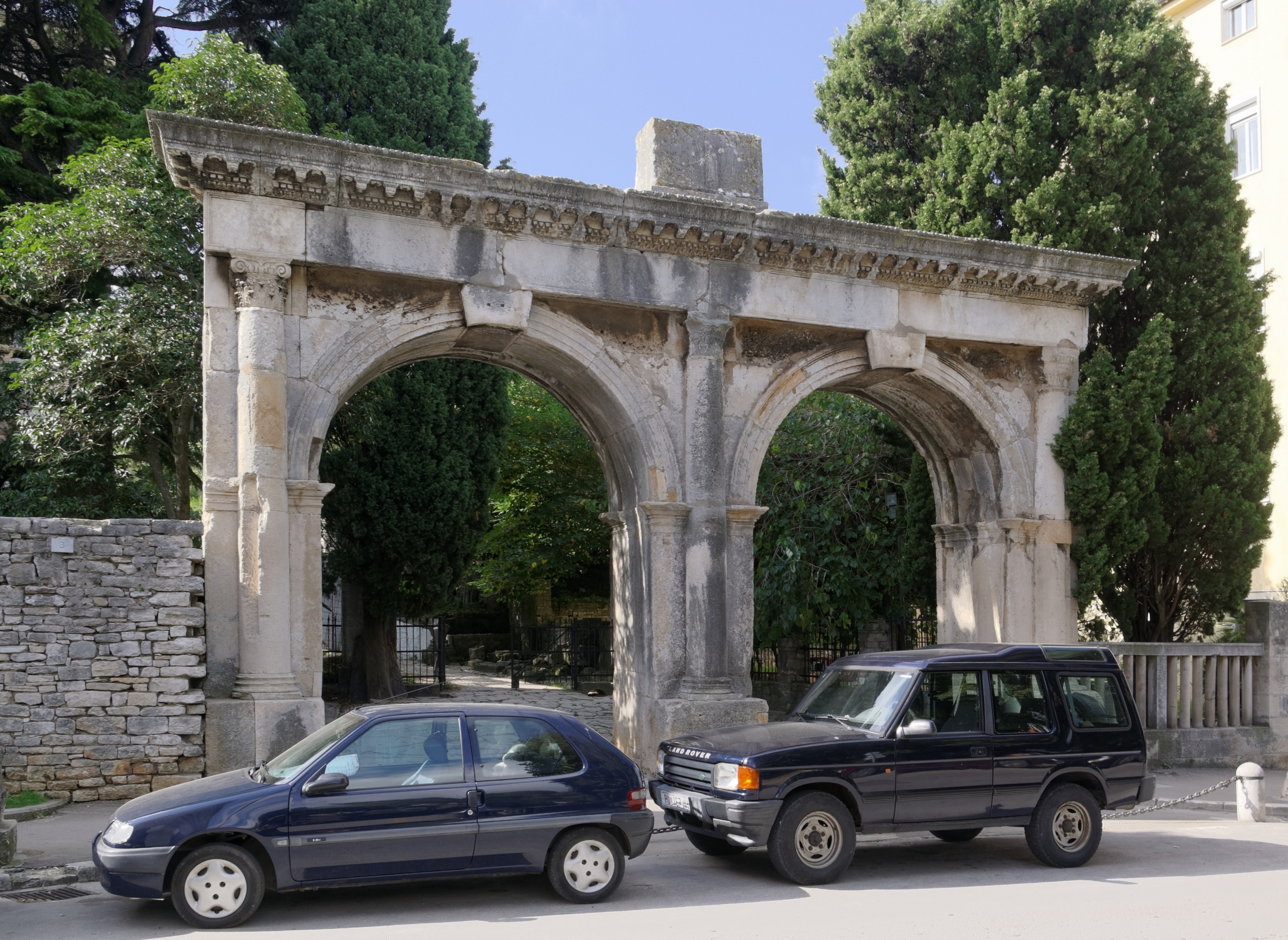
„Porta Gemina“, Zugang zum Hauptgebäude des Museums

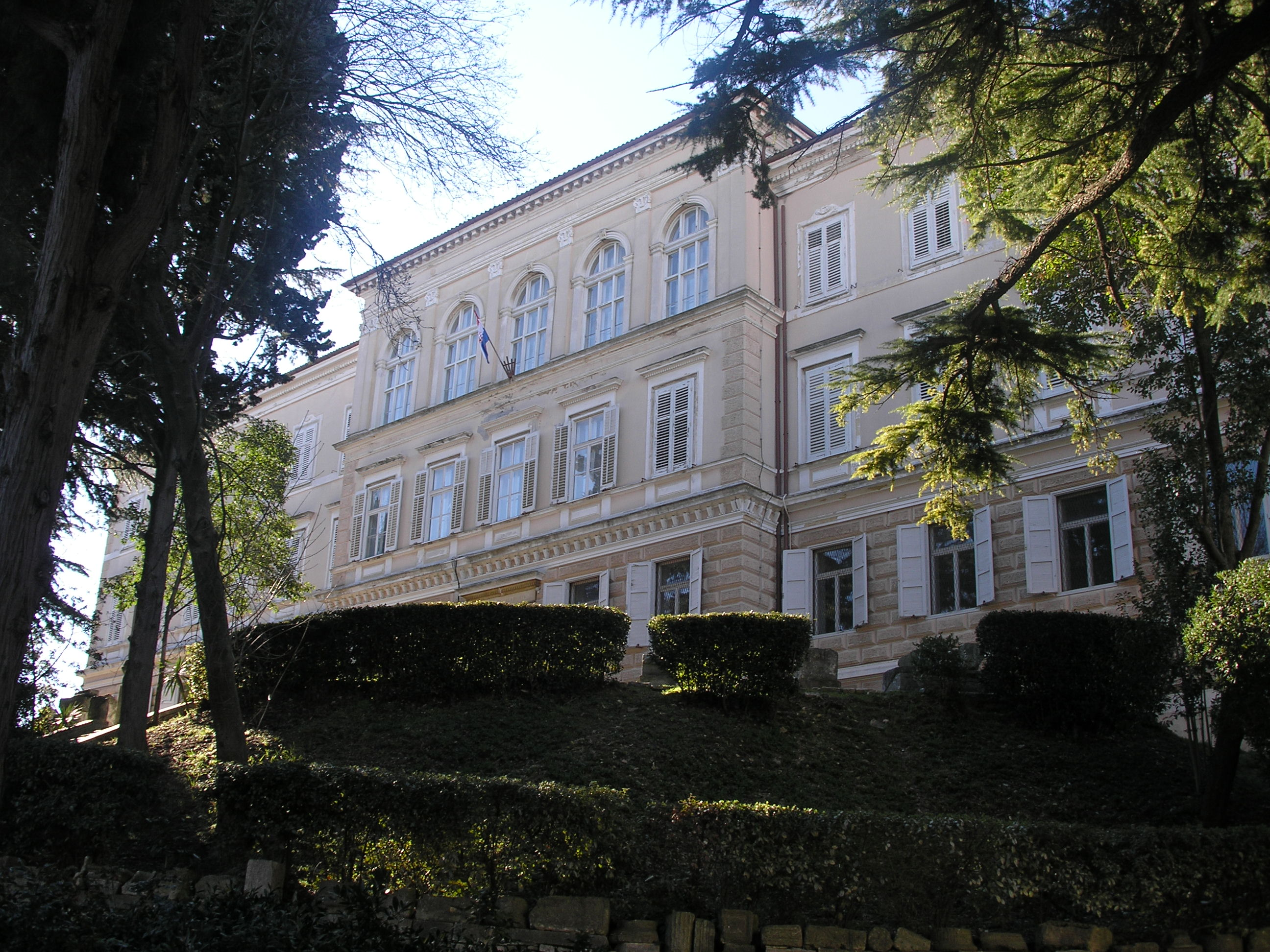
Hauptgebäude des Archäologischen Museum

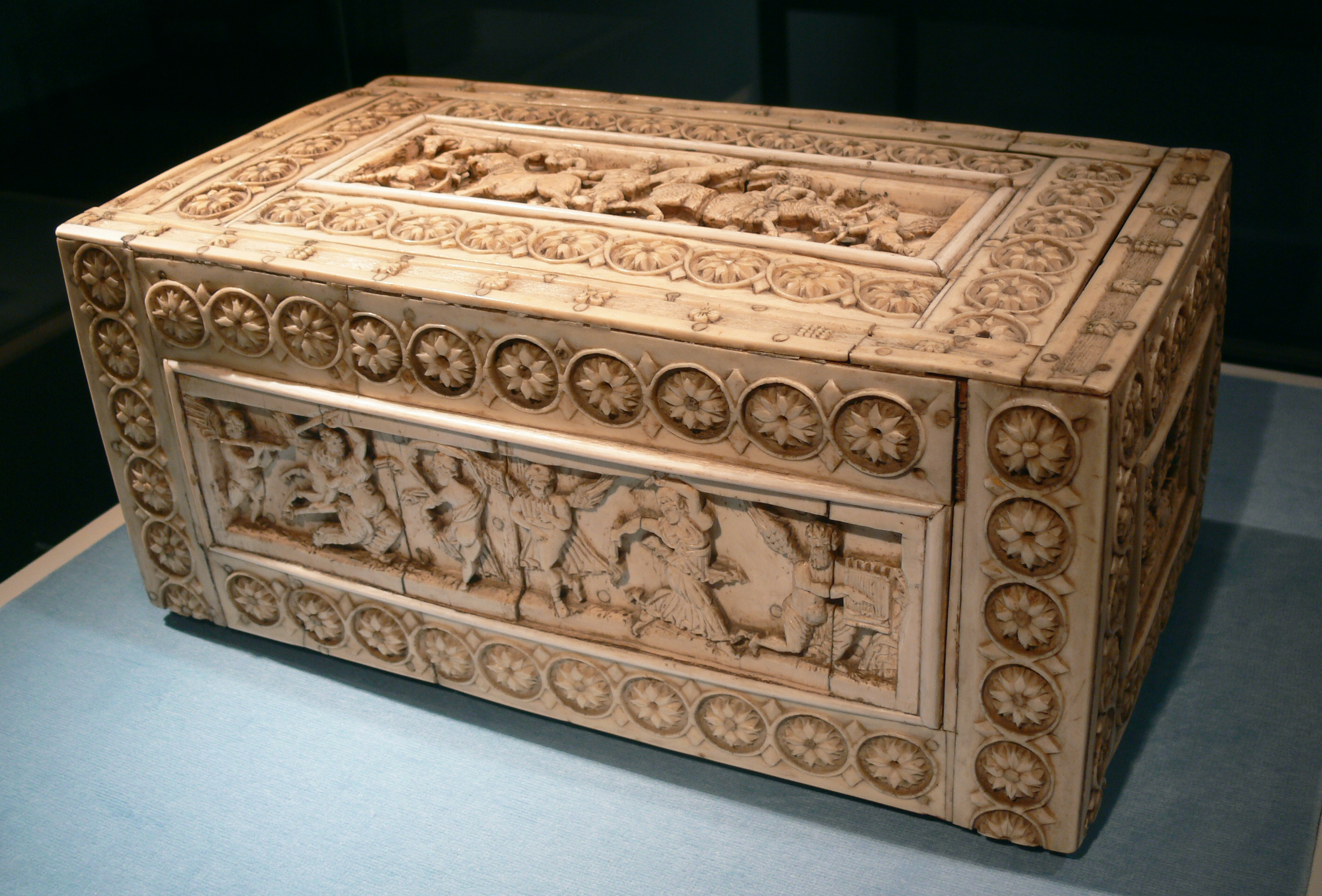
Byzantinische Elfenbeinschatulle
Fundort: Piran, Datierung: ca. 9. bzw. 10. Jahrhundert

Das Archäologische Museum Istriens (kroatisch: Arheološki muzej Istre, kurz: AMI) ist eine archäologische Sammlung mit Sitz in der istrischen Gemeinde Pula. Das 1902 gegründete Museum beherbergt über 3000 Exponate der prähistorischen, antiken und mittelalterlichen Geschichte Istriens. Unter der Obhut des Museums stehen außerdem auch dezentrale Ausstellungsräume im Amphitheater, im Augustus-Tempel, im Franziskanerkloster und der ehemaligen Herz-Jesu-Kirche (Crkva Svetih Srdaca Isusova) in Pula, sowie in den archäologischen Stätten von Nesactium.

## Geschichte
Die Grundlage für die Gründung des Stadtmuseums (Museo civico) in Pula im Jahr 1902 bildeten die Entdeckungen von archäologischen Ausgrabungsstücken in Nesactium. Mit dem Umzug der Istrischen Gesellschaft für Archäologie und Heimatgeschichte (Società istriana di archeologia e storia patria) und der vor allem aus archäologischen Steindenkmälern bestehenden Staatssammlung des k.k. Landesmuseums (Museo Provinciale) von Poreč nach Pula wurde das Stadtmuseum mit dieser Sammlung im Jahr 1925 zum Regionalmuseum Istriens (Regio Museo dell'Istria) zusammengeschlossen. 1930 bezog das erweiterte Museum das noch heute genutzte Gebäude des ehemaligen k.k. Gymnasiums Pula (erbaut 1890 nach Plänen von Natale Tommasi), und die Sammlungen wurden noch im gleichen Jahr der Öffentlichkeit zugänglich gemacht. Gegen Ende des Zweiten Weltkriegs wurde das Museum geschlossen und einige der archäologischen Ausstellungsstücke nach Italien überführt.
Ende der 1940er Jahre wurde das Museum unter der jugoslawischen Verwaltung nach einigen Änderungen im Bereich des Lapidariums und der archäologischen Sammlung als Archäologisches Museum Istriens wiedereröffnet. Nach der Konservierung der bis Anfang der 60er Jahre aus Italien zurücküberführten Exponate wurde die Ausstellung im Jahr 1961 im Sinne einer didaktisch-visuellen Konzeption überarbeitet. 1968 folgte erneut eine Umgestaltung des Lapidariums in den Räumen des Erdgeschosses, 1973 die der Ausstellungsräume der Urgeschichte im 1. Obergeschoss und die der antiken, spätantiken und mittelalterlichen Ausstellungsräume im 2. Obergeschoss des Gebäudes. Noch heute werden die Sammlungen des Archäologischen Museums Istriens mit neuen Funden aus ganz Istrien vervollständigt.

## Abteilungen und Standorte
Das Hauptgebäude befindet sich inmitten einer Parkanlage, am östlichen Rand eines Hügels, auf dem sich auch das venezianische Kastell und das darin beheimatete Historische und Maritime Museum Istriens befinden. Das Museum ist durch die Porta Gemina zugänglich, ein kleines Doppeltor der ehemals römischen Stadtmauer Pulas. Im Park befinden sind außerdem die Fundamente eines Mausoleums, ein kleines römisches Theater und eine antike Zisterne.
In der ehemaligen, 1908 erbauten Kirche der Heiligen Herzen im Zentrum Pulas, befindet sich der Museums- und Ausstellungsraum „Heilige Herzen“.

### Archäologische Abteilung
Die Archäologische Abteilung umfasst die insgesamt drei ständigen Sammlungen der prähistorischen, römisch-antiken und mittelalterlichen Geschichte Istriens. Zu den wichtigsten Ausstellungsstücken der Archäologischen Sammlung gehören der Schatz des histrischen Königs Epulon aus dem 2. Jahrhundert v. Chr., ein Mosaikfragment aus der Kapelle St. Maria Formosa (6. Jahrhundert n. Chr.) und eine fein gearbeitete Schatulle aus Elfenbein mit dionysischen Szenen aus dem 10. Jahrhundert n. Chr.
Die prähistorische Sammlung (Prapovijesna zbirka) zeigt u. a. Steinfragmente aus den archäologischen Ausgrabungsstätten von Nesactium mit z. T. religiösen Inhalten. Andere bedeutende steinzeitliche Exponate stammen aus der Romualdo- und anderen Höhlen Istriens sowie bronze- und eisenzeitliche Fundstücke aus verschiedenen Wallburgen der Halbinsel. Die jüngsten Exponate stammen aus der La-Tène-Zeit (5. bis 1. Jahrhundert v. Chr.)
Die römisch-antike Sammlung (Antička zbirka) zeigt römische Stein-, Keramik- und Metallfunde aus den ehemaligen römischen Städten Colonia Pietas Iulia Pola, Nesactium und Parentium aus der ersten Hälfte des 1. Jahrtausends n. Chr., und dokumentiert das römische Alltagsleben in diesen Städten. Hierzu gehören auch das Lapidarium sowie eine Schmuck- und Münzsammlung.
Die mittelalterliche Sammlung (Srednjovjekovna zbirka) zeigt v. a. frühchristliche Bodenmosaike aus Nesactium und Pula (u. a. St. Maria Formosa, St. Johannes im Nymphäum, St. Felicita, St. Niklaus) und andere Bau- und Kunstschätze frühchristlicher Kirchen Istriens.

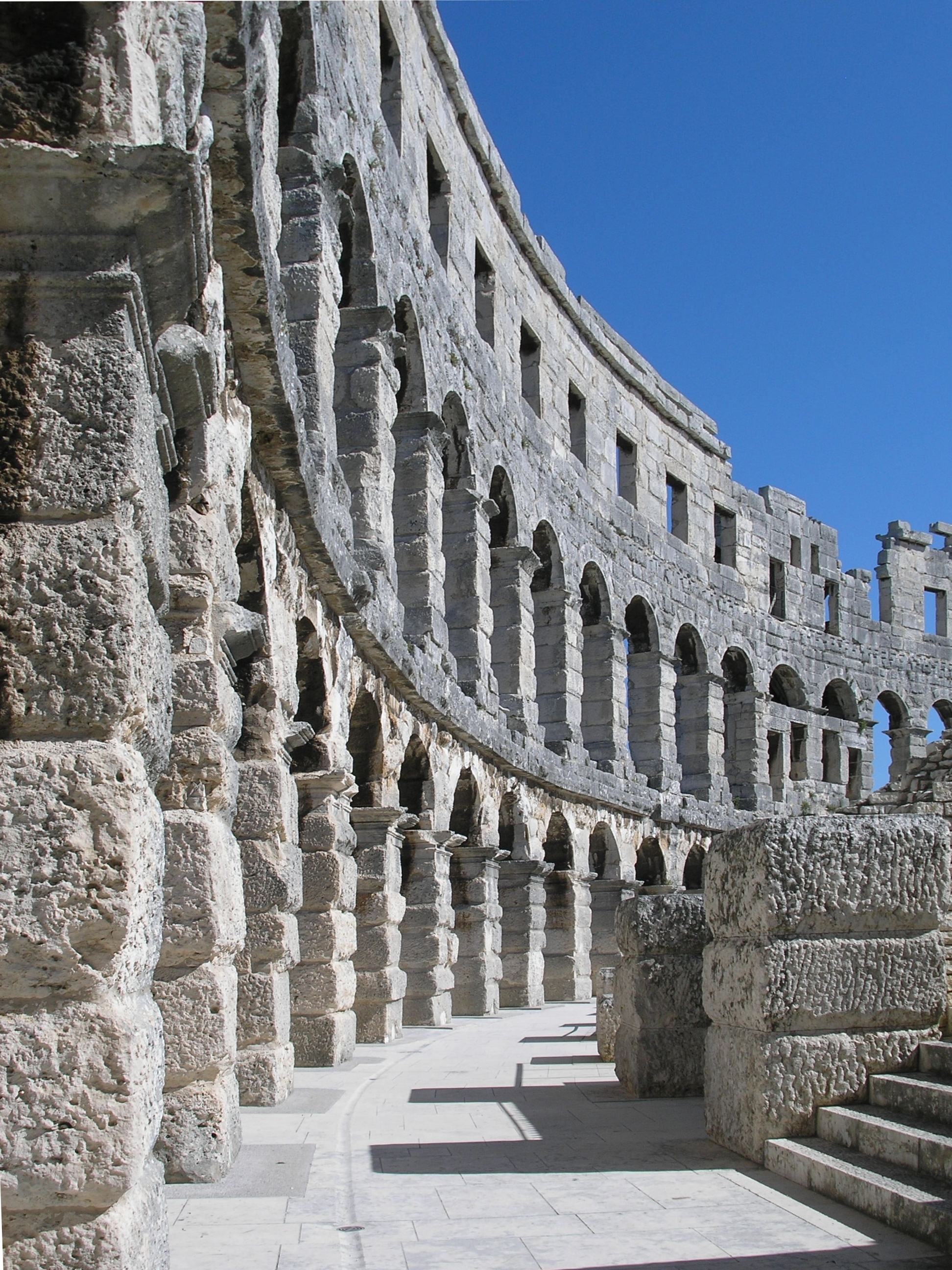
Amphitheater (Pulska Arena)
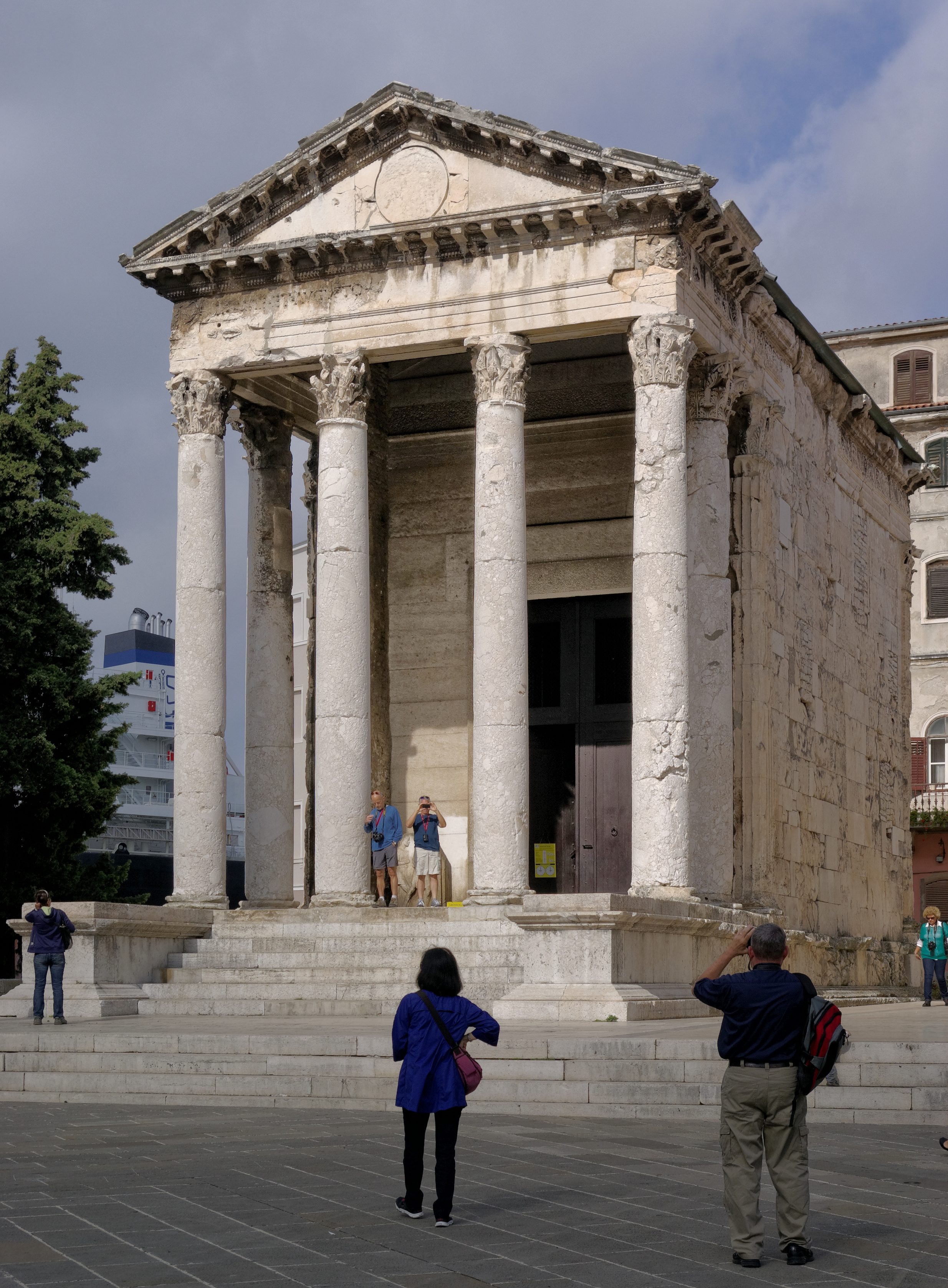
Augustus-Tempel (Augustov hram)
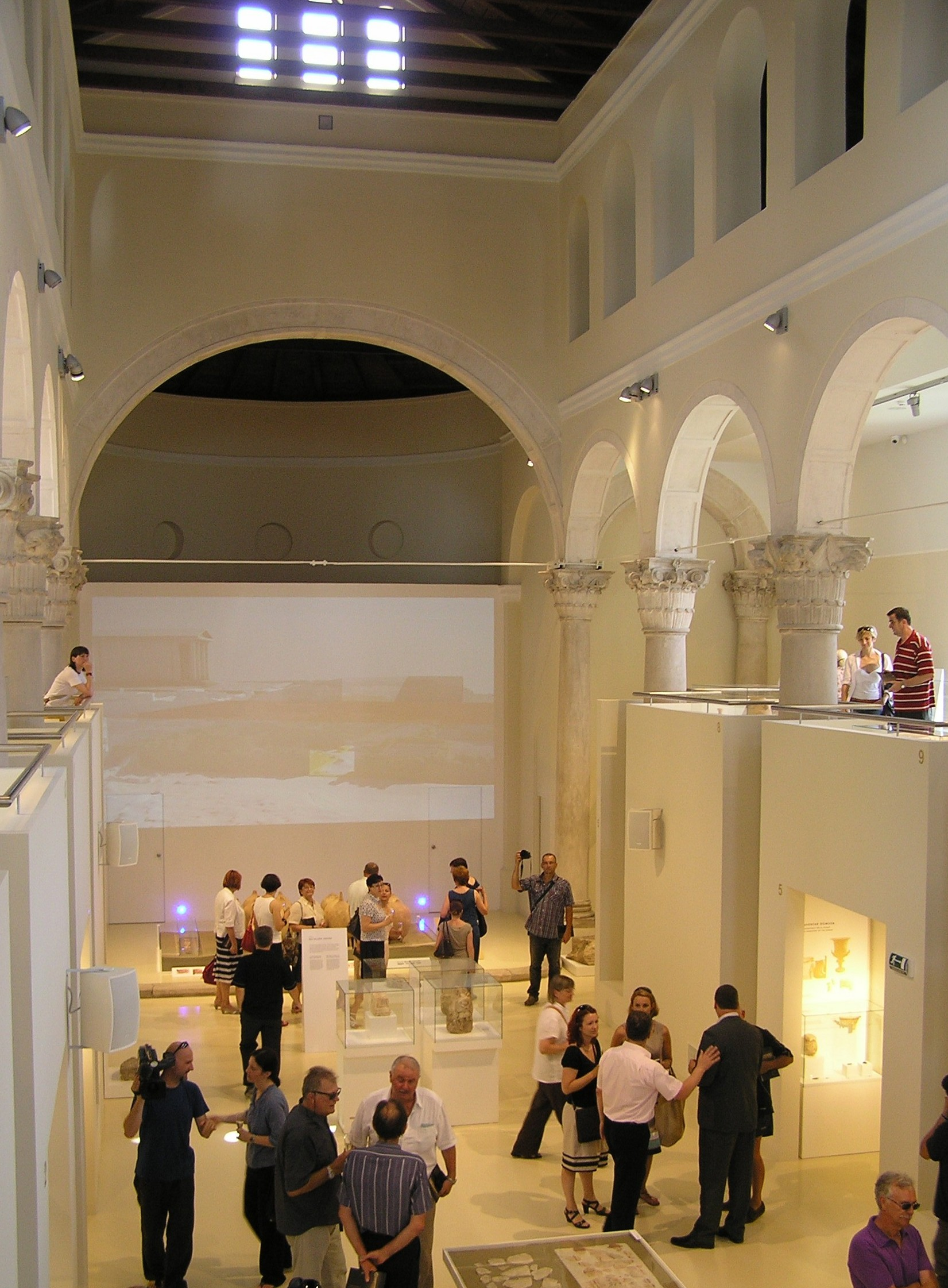
Heilig-Herz-Kirche (Sveta Srca)

### Dokumentationsabteilung
Seit 1970 veröffentlicht das Museum die archäologische Fachzeitschrift Histria Archaeologica, mit Beiträgen zu den neuesten Forschungsergebnissen. Die Dokumentationsabteilung veröffentlicht auch thematische Handbücher über die Sammlungen und Forschungsergebnisse des Museums.

#### Veröffentlichungen (Auswahl)
- Boris Baćić, Štefan Mlakar: Archäologisches Museum Istriens in Pula, Archäologisches Museum Istriens, Pula, 1982.
- Kristina Džin: Istrien, Archäologisches Museum Istriens, Pula, 2005.
- Schriftenreihe: Kulturhistorische Denkmäler in Istrien (seit 1957)

### Bibliotheksabteilung
Die Stadtbibliothek (Biblioteca Comunale) wurde am 1. Januar 1903 im selben Gebäude des damaligen Stadtmuseums eröffnet. 1930 wurde die Bibliothek um die Bestände der Landesbibliothek (Biblioteca Provinciale) erweitert und zog mit dem Museum ins neue Hauptgebäude. 1950 wurden die Bestände der Bibliothek durch die wissenschaftliche Bibliothek des Museums übernommen. 1967 zog die Museumsbibliothek vom 2. Obergeschoss des Hauptgebäudes in ein Gebäude in direkter Nachbarschaft des Hauptgebäudes.
Die Bestände der Bibliothek umfassen über 40.000 Medieneinheiten – zu einem Großteil die Ausgaben der rund 840 Zeitschriften; hierunter u. a. auch die Atti e memorie della Società istriana di archeologia e storia patria, der Archeografo Triestino, das Biographische Jahrbuch für Altertumskunde, die Inscriptiones Italiae und die Mitteilungen der k.k. Zentralkommission für Erforschung und Erhaltung der Kunst- und Historischen Denkmale.

### Konservierungs- und Restaurierungsabteilung
Die Konservierungs- und Restaurierungsabteilung wurde während der jugoslawischen Verwaltung eingerichtet und befindet sich im Untergeschoss des Archäologischen Museums. Der Bereich befasst sich mit der archäologisch-konservatorischen Betreuung der Exponate und kann nach vorheriger Vereinbarung besichtigt werden.